# Afroedura africana
Afroedura africana är en ödleart som beskrevs av  George Albert Boulenger 1888. Afroedura africana ingår i släktet Afroedura och familjen geckoödlor.
Arten förekommer i Namibia och Sydafrika. Honor lägger ägg.

## Underarter
Arten delas in i följande underarter:
- A. a. africana
- A. a. namaquensis
- A. a. tirasensis